# Sarah Good

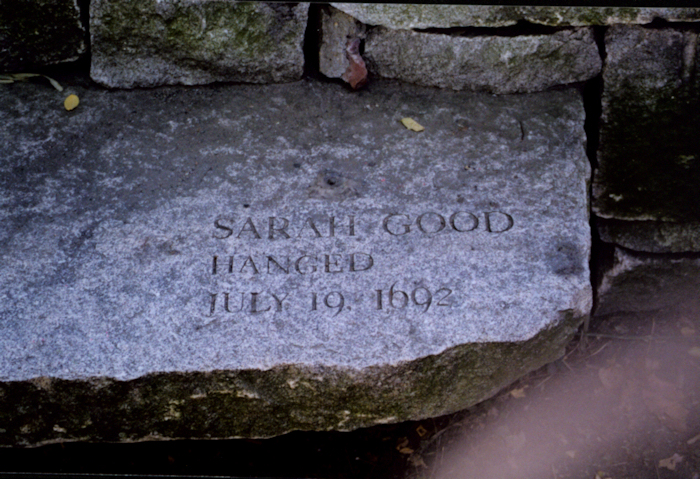
Marco pelo falecimento de Sarah Good

Sarah Good foi a segunda de três pessoas acusadas de praticar bruxaria durante os julgamentos das Bruxas de Salém, que ocorreu em 1692. Ela era conhecida de Mary Eastey, uma das também acusadas de bruxaria, ambas nunca confessaram sua relação com a bruxaria e nem alianças ao demônio. Até hoje não há indícios que comprovam sua adoração ao demônio e nenhum tipo de bruxaria. 